# Delhi, Louisiana
Delhi [ˈdɛl.haɪ] är en kommun (town) i Richland Parish i Louisiana. Vid 2010 års folkräkning hade Delhi 2 919 invånare.

## Kända personer från Delhi
- Tim McGraw, sångare och skådespelare